# Amtzell
Amtzell település Németországban, azon belül Baden-Württembergben. Lakosainak száma 4320 fő (2023. december 31.). Amtzell Wangen im Allgäu községgel határos.

## Népesség
A település népessége az elmúlt években az alábbi módon változott:
| Lakosok száma | 2156 | 2368 | 2439 | 2660 | 2728 | 3127 | 3358 | 3632 | 4041 | 4320 |
|               | 1961 | 1967 | 1974 | 1980 | 1987 | 1993 | 2000 | 2006 | 2013 | 2023 |